# Ордовицько-силурійське вимирання

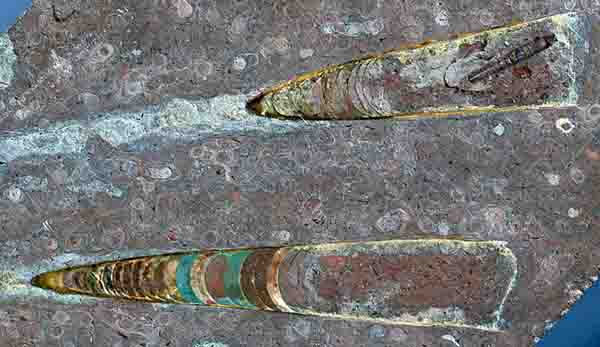
Скам'янілості вимерлих в результаті ордовицького вимирання Ортокон

Ордови́цько-силурі́йське вимира́ння (англ. Ordovician extinction — «ордовицьке вимирання») — масове вимирання на межі ордовицького та силурійського періодів, близько 450—440 мільйонів років тому. Третє за відсотковою часткою вимерлих родів з п'яти найсильніших вимирань в історії Землі і другий — за втратами у кількості живих організмів.
В період між 450 і 440 млн років тому, з проміжком в 1 млн років, відбулися два сплески вимирання. Для морських організмів це вимирання друге за величиною, воно поступається тільки пермському вимиранню. У той час усе відоме життя існувало в морях та океанах. Загинуло близько 60 % морських безхребетних, включаючи дві третини всіх сімейств брахіопод та мохуваток.
Особливо постраждали брахіоподи, двостулкові молюски, голкошкірі, мохуватки та корали. Безпосередньою причиною вимирання, мабуть, був рух Гондвани до області південного полюсу. Це призвело до глобального похолодання, зледеніння та наступного падіння рівня світового океану. Відступання межі океану зруйнувало або пошкодило місця проживання вздовж континентального узбережжя. Дані про зледеніння були знайдені у відкладах в пустелі Сахара. Чергування низького рівня світового океану, похолодання та утворення льодовиків, ймовірно, і було причиною ордовицького вимирання.

## Історія
Вимирання відбулося близько 443,7 млн років тому, протягом однієї з найбільш
значних подій біорізноманітності
в історії Землі.
Це відмічає зв'язок між ордовицьким та наступним силурійським періодом. Під час ордовицького вимирання спостерігається декілька значних змін співвідношення ізотопів вуглецю та кисню у біологічних зразках. Це може вказувати на декілька різних близько розташованих подій або окремих фаз у межах однієї події.
У цей час більшість складних багатоклітинних організмів мешкало в морі. Вимирає близько 100 морських сімейств, що складає приблизно 49 % від усіх родів тваринного світу (надійніша оцінка у порівнянні з кількістю видів).
Численні групи брахіопод і мохуваток були знищені, поряд з багатьма з трилобітів, сімействами конодонтових та граптолітів.
Статистичні аналізи втрат морських організмів для цього часу показують, що зменшення різноманітності в основному зумовлене різким стрибком вимирання, а не зменшенням видоутворення.

## Причини катастрофи
| млн років | Період    | Ера             | Еон               |
| --------- | --------- | --------------- | ----------------- |
| 2,588     | Чет-ний   |                 |                   |
| 2,588     |           | Кай но зой      | Ф а н е р о з о й |
| 23,03     | Неоген    | Кай но зой      | Ф а н е р о з о й |
| 65,5      | Палеоген  | Кай но зой      | Ф а н е р о з о й |
| 145,5     | Крейда    | М е з о з о й   | Ф а н е р о з о й |
| 199,6     | Юра       | М е з о з о й   | Ф а н е р о з о й |
| 251       | Тріас     | М е з о з о й   | Ф а н е р о з о й |
| 299       | Перм      | П а л е о з о й | Ф а н е р о з о й |
| 359,2     | Карбон    | П а л е о з о й | Ф а н е р о з о й |
| 416       | Девон     | П а л е о з о й | Ф а н е р о з о й |
| 443,7     | Силур     | П а л е о з о й | Ф а н е р о з о й |
| 488,3     | Ордовик   | П а л е о з о й | Ф а н е р о з о й |
| 542       | Кембрій   | П а л е о з о й | Ф а н е р о з о й |
| 4570      | Докембрій | Докембрій       | Докембрій         |

У наш час ордовицько-силурійське вимирання інтенсивно вивчається. Хронологія відповідає, мабуть, початку і кінцю найважчих льодовикових періодів фанерозою, які закінчились тривалим похолоданням в хірнантському віці (верхній ордовик). Вищевказані причини згубно вплинули на фауну кінця ордовика, для якого був характерний типово парниковий клімат.
Цьому передує падіння вмісту в атмосфері вуглекислого газу, яке вибірково торкнулося організмів, що жили в мілководних морях. Так, на суперконтиненті Гондвана, що дрейфував у районі південного полюса, формується льодовикова шапка. Шари були виявлені у гірських породах, що відповідали кінцю ордовику в Південній Африці, а потім і в північно-східній частині Південної Америки, яка знаходилася в той час також в області південного полюса. Льодовики утримували воду, у міжльодовиковий період — вивільняли, з цієї причини рівень світового океану суттєво коливався декілька разів. Великі мілководні внутрішньоконтинентальні моря ордовику піднімалися, руйнуючи біологічні ніші, потім знову поверталися до попереднього стану, при цьому відбувалося зменшення популяцій, часто зі зникненням цілих сімейств організмів. З кожним наступним періодом зледеніння втрачалася біологічна різноманітність. За результатами дослідження Північно-Африканських відкладів Жульєн Моро повідомляє про 5 періодів зледеніння від сейсмічних явищ.
Зміщення в глибоководних формаціях при переході з низьких широт, що характеризуються парниковими умовами, у високі широти, для яких характерне льодоутворення, супроводжувалося збільшенням глибоководних океанічних течій та насиченням придонної води киснем. Нова фауна нетривалий час процвітає, до повернення в безкисневі умови. Без океанських течій фауна починає вилучати поживні речовини з глибинних вод.
Виживають лише види, які справляються з умовами, що постійно змінюються. Вони заповняють вивільнені екологічні ніші.

### Гіпотеза сплеску гамма-випромінювання
Цієї теорії притримується в наш час невелика кількість вчених. Вважається, що причиною початку вимирання є сплеск гамма-випромінювання від наднової, яка знаходилася в шести тисячах світлових років від Землі (в ближньому по відношенню до Землі рукаві галактики Чумацького Шляху). Десятисекундний сплеск зменшив озоновий шар атмосфери Землі приблизно наполовину, піддаючи організми, які жили на поверхні, включаючи й ті, які відповідали за планетарний фотосинтез, сильному ультрафіолетовому опроміненню. Однак не знайдено однозначних доказів того, що поряд відбувалися подібні гамма-сплески.

### Вулканізм та ерозія
Головною причиною, згідно з недавніми дослідженнями, вважається зміна рівня вуглекислого газу.
У пізньому ордовику газовиділення з основних вулканів було збалансоване сильною ерозією Аппалач, які ізолювали CO2. У хірнантському ярусі прояви вулканізму припиняються, і продовження ерозії могло бути причиною швидкого та значного скорочення кількості CO2. Ці події збігаються зі швидким та коротким періодом зледеніння.